# Гербы районов Новосибирской области
Список гербов муниципальных образований Новосибирской области Российской Федерации.
На 1 января 2018 года в Новосибирской области насчитывалось 490 муниципальных образований — 5 городских округов, 30 муниципальных районов, 26 городских и 429 сельских поселений.

## Гербы городских округов
| Герб | Наименование                                      | Дата утверждения | Номер в ГГР |
| ---- | ------------------------------------------------- | ---------------- | ----------- |
|      | Герб муниципального образования город Новосибирск | 12 января 1993   | 1752        |
|      | Герб муниципального образования город Бердск      | 27 марта 2003    | 1360        |
|      | Герб городского округа город Искитим              | 20 декабря 2006  | 3029        |

| Герб | Наименование                                     | Дата утверждения | Номер в ГГР |
| ---- | ------------------------------------------------ | ---------------- | ----------- |
|      | Герб городского округа рабочего посёлка Кольцово | 24 мая 2004      | 1854        |
|      | Герб муниципального образования город Обь        | 30 сентября 2004 | 1596        |

## Гербы муниципальных районов
| Герб | Наименование                                        | Дата утверждения | Номер в ГГР |
| ---- | --------------------------------------------------- | ---------------- | ----------- |
|      | Герб муниципального образования Баганский район     | 29 декабря 2004  | 1773        |
|      | Герб муниципального образования Барабинский район   | 25 апреля 2007   | 3360        |
|      | Герб муниципального образования Болотнинский район  | 30 марта 2005    | 1861        |
|      | Герб муниципального образования Венгеровский район  | 17 марта 2006    | 2240        |
|      | Герб муниципального образования Доволенский район   | 21 февраля 2006  | 2246        |
|      | Герб муниципального образования Здвинский район     | 28 декабря 2006  | 2789        |
|      | Герб муниципального образования Искитимский район   | 20 апреля 2006   | 2368        |
|      | Герб муниципального образования Карасукский район   | 24 февраля 2005  | 1857        |
|      | Герб муниципального образования Каргатский район    | 28 декабря 2006  | 3277        |
|      | Герб муниципального образования Колыванский район   | 25 декабря 2006  | 2790        |
|      | Герб муниципального образования Коченёвский район   | 27 апреля 2007   | 3362        |
|      | Герб муниципального образования Кочковский район    | 24 сентября 2005 | 2057        |
|      | Герб муниципального образования Краснозёрский район | 14 февраля 2006  | 2370        |
|      | Герб муниципального образования Куйбышевский район  | 14 июля 2005     | 2066        |
|      | Герб муниципального образования Купинский район     | 21 февраля 2006  | 2371        |

| Герб | Наименование                                        | Дата утверждения | Номер в ГГР |
| ---- | --------------------------------------------------- | ---------------- | ----------- |
|      | Герб муниципального образования Кыштовский район    | 18 августа 2006  | 2437        |
|      | Герб муниципального образования Маслянинский район  | 16 июня 2005     | 1983        |
|      | Герб муниципального образования Мошковский район    | 27 мая 2005      | 1996        |
|      | Герб муниципального образования Новосибирский район | 19 мая 2005      | 2426        |
|      | Герб муниципального образования Ордынский район     | 8 февраля 2000   | 1075        |
|      | Герб муниципального образования Северный район      | 20 декабря 2006  | 3683        |
|      | Герб муниципального образования Сузунский район     | 19 мая 2005      | 1989        |
|      | Герб муниципального образования Татарский район     | 27 июня 2006     | 2439        |
|      | Герб муниципального образования Тогучинский район   | 9 сентября 2005  | 1704        |
|      | Герб муниципального образования Убинский район      | 18 августа 2005  | 2056        |
|      | Герб муниципального образования Усть-Таркский район | 16 июня 2006     | 3278        |
|      | Герб муниципального образования Чановский район     | 12 апреля 2005   | 1855        |
|      | Герб муниципального образования Черепановский район | 29 сентября 2005 | 2064        |
|      | Герб муниципального образования Чистоозёрный район  | 21 июня 2006     | 2441        |
|      | Герб муниципального образования Чулымский район     | 15 июня 2005     | 2092        |

## См.также
- Административное деление Новосибирской области
- Флаги Новосибирской области